# Koh Kong
Koh Kong este o localitate din Cambodgia.
Koh Kong este o insulă în SV Cambodgiei, în apropiere de granița cu Thailanda. Cel mai apropiat oraș este Sihanoukville, de la care, până nu demult, se ajungea în Koh Kong numai cu un vaporaș. De curând s-a construit un pod, care leagă insula de continent în Thailanda, de unde se face legătura cu șoseaua care duce spre Phnom Penh. Localitatea de pe insulă nu este un adevărat oraș ci, mai curând, un sat turistic, cu 5 hoteluri și o serie de pensiuni.